# Malapouyah
Malapouyah est une ville et une sous-préfecture de la préfecture de Boké dans la région de Boké, à l'ouest de la Guinée. En 2014, il comptait 10 151 habitants.

## Population
En 2016, la localité comptait 10 985 habitants.